# هامبورگ، شهرستان فرانکلین، ایندیانا
هامبورگ (به انگلیسی: Hamburg) یک منطقهٔ مسکونی در ایالات متحده آمریکا است که در شهرستان فرانکلین، ایندیانا واقع شده‌است. هامبورگ ۲۹۵٫۹۶ متر بالاتر از سطح دریا واقع شده‌است.